# Hans Sachs (Sammler)
Hans Josef Sachs (Pseudonyme unter anderem B. Kiesewetter, Karl Karrenbach und Fritz Hasemann; * 11. August 1881 in Breslau; † 21. März 1974 in New York City) war ein deutschamerikanischer Zahnarzt und ein engagierter Sammler von Gebrauchsgrafik – vor allem von Plakaten des späten 19. und frühen 20. Jahrhunderts – und Mitbegründer des deutschen „Vereins der Plakatfreunde“. Seine beispiellos umfangreiche, kulturhistorisch wertvolle Privatsammlung blieb trotz der politischen Wirren des 20. Jahrhunderts zu etwa einem Drittel erhalten und befand sich bis zur Rückgabe an den Sohn und Erben Peter Sachs in der Obhut des Deutschen Historischen Museums.

## Die Anfänge

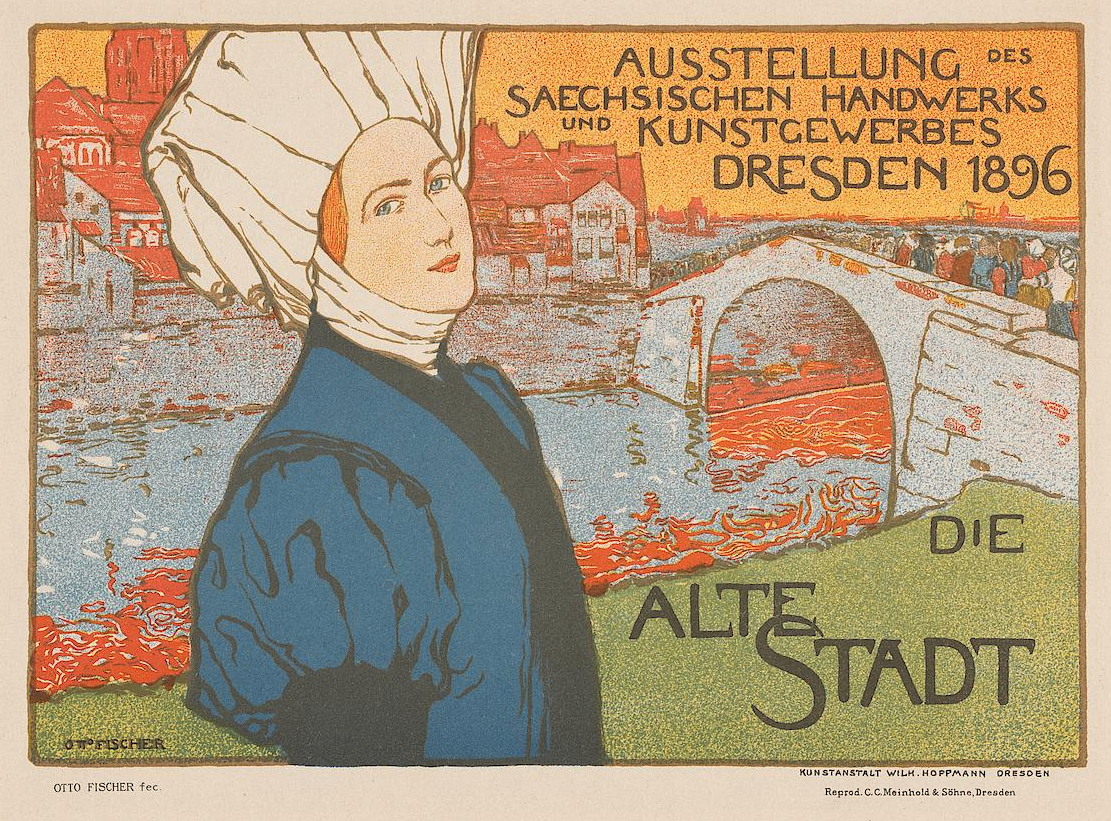
Otto Fischer: Alte Stadt (1896)

Über Kindheit und Jugend von Hans Josef Sachs ist kaum etwas bekannt. Er besuchte das König-Wilhelm-Gymnasium in Breslau. Die Familie zog 1899 nach Berlin. Sein Vater Wilhelm Sachs (1849–1929) und Großvater Josef Wilhelm Sachs (1818–1879) waren renommierte Zahnärzte. Seinem Vater werden große Verdienste um die Entwicklung der konservierenden Zahnheilkunde in Deutschland zugeschrieben. Die erste Begegnung mit dem späteren Gegenstand seiner Sammelleidenschaft hatte Sachs 1896/97 als Schüler des Breslauer Gymnasiums in der vollständig mit Plakaten dekorierten Stube eines Klassenkameraden. Dem Besucher fiel besonders „Die Alte Stadt“ von Otto Fischer auf, ein Blatt, das rückblickend vielfach an den Anfang der Entwicklung moderner deutscher Plakate gesetzt wird. Aus Frankreich, wo die Entwicklung schon weiter fortgeschritten war, konnte Sachs einige großformatige, plakatartige Grafiken von Alfons Mucha beschaffen. Französische Plakatkunst blieb dann auch ein Schwerpunkt seiner Sammlung.
Berlin war neben München der Ort, in dem das deutsche Plakat zwischen 1900 und 1914 seine größten Fortschritte auf dem Weg in die Moderne machte. Maßgebliche Künstler wie Lucian Bernhard, Edmund Edel, Hans Rudi Erdt, Julius Klinger, Ernst Deutsch, Peter Behrens, Emil Orlik arbeiteten zusammen mit hochqualifizierten Druckereien wie „Hollerbaum & Schmidt“. Das relativ neue Medium Plakat in seiner modernen Form fand damals starke Resonanz in der Öffentlichkeit. Interessierte Laien und Kunstschriftsteller beschäftigten sich damit. Sachs vergrößerte seine Sammlung während seiner beruflichen Ausbildung. Er studierte Chemie in Berlin, promovierte 1904 in Freiburg und arbeitete für kurze Zeit in einem chemischen Betrieb in Erkner bei Berlin. Ein Jahr später änderte er seine Pläne und begann, ganz in der Tradition der Familie, mit dem Studium der Zahnmedizin. Nach seiner Approbation als Zahnarzt 1908 arbeitete er zunächst in der Praxis seines Vaters.

## Zahnärztliche Laufbahn
Seit 1908 in Berlin niedergelassen, beschäftigte sich Hans Sachs wissenschaftlich vor allem mit Fragen der Parodontose. Er veröffentlichte sechs Monografien und 23 Zeitschriftenbeiträge und Buchkapitel, darunter die Kapitel „Pflege des Mundes und der Zaehne“ und „Paradentitis und Paradentose“ im Band II. des Handbuchs der Zahnheilkunde (München, 1924) sowie „Die Behandlung lockerer Zaehne nach Younger-Sachs. Ein Leitfaden“ (Berlin, 1929). Im Jahre 1924 gründete er gemeinsam mit Oskar Weski (1879–1952) und Robert Neumann (1882–1958) die Arbeitsgemeinschaft für Paradentosen-Forschung (ARPA), aus der 1971 die Deutsche Gesellschaft für Parodontologie (DGParo) hervorging. Sie schrieb sich unter anderem die Standardisierung der Befunderhebung (inklusive Dokumentation von Zahnbetterkrankungen) und der Fachterminologie auf die Fahnen („Parodontosestatus“) und leistete so einen wichtigen Beitrag zur Aufwärtsentwicklung des um Anerkennung ringenden Spezialfachs. 1929 konnte die ARPA zudem die erste Ausgabe ihrer Fachzeitschrift „Paradentium“ herausgeben. Im gleichen Jahr meldete Sachs zwei Patente an, eines für einen „Tiefenmesser zum Messen der Tiefe der bei Paradentose zwischen Zahnfleisch und Zahn gebildeten Taschen“, das zweite für ein „Werkzeug zum Ausschürfen der Zahnfleischtaschen bei der Paradentosebehandlung“. 1932 erfolgte die Gründung der „ARPA Internationale“, die unter anderem Zahnärzte aus Deutschland, Finnland, Frankreich, Italien, der Schweiz und der Tschechoslowakei versammelte.

## Der Verein
Im Dezember 1905 war Sachs als treibende Kraft einer von sechs Gründern des Sammlervereins Verein der Plakatfreunde. Lucian Bernhard wurde als „künstlerischer Beirat“ gewonnen und entwarf das Vereinslogo. Zum Vereinssymbol wurde die „Plakattante“: eine Dame im Biedermeierkostüm betrachtet durch ihr Lorgnon die Initialen des Vereins. Vorträge, gesellige Zusammenkünfte und Tauschhandel mit Plakaten bestimmten das Vereinsleben. Als nach anfänglich lebhaftem Zuspruch die Entwicklung stagnierte, schlug Sachs 1909 die Gründung einer Zeitschrift vor, um dem Verein einen professionelleren Charakter zu verleihen. Er selbst übernahm die Vorarbeiten und die Schriftleitung, trotz starker beruflicher Belastung und obwohl er nach eigener Aussage von den technischen und organisatorischen Notwendigkeiten „keinen blauen Dunst“ hatte. Grundkenntnisse verschaffte er sich in einer kleinen Berliner „Druckerei der Bibliophilen“, die erste Ausgabe der Zeitschrift „Das Plakat“ erschien 1910 mit 200 Exemplaren, erwies sich in Inhalt und Gestaltung als vollwertige Kunstzeitschrift und war national und international außerordentlich erfolgreich; bis 1914 stieg die Auflage auf 2400. Entsprechend wuchsen der Bekanntheitsgrad des Vereins und seine Mitgliederzahlen, außerhalb Berlins entstanden weitere Ortsgruppen.
Sachs hatte 1910 geheiratet, 1913 bezog er ein Haus in Berlin-Nikolassee. Nach Ausbruch des Ersten Weltkrieges im August 1914 wurde er zum Heeresdienst eingezogen, vier Monate später aber wieder entlassen. Während der Kriegsjahre schrieb er alle Texte der Vereinszeitschrift selbst, dazu verwendete er mindestens drei Pseudonyme. Auch die Leitung des Vereins lag allein in seinen Händen. Nach Kriegsende wurde der angesehene „Verein der Plakatfreunde“ noch mit einigen öffentlichen Aufgaben betraut, so bei einem Wettbewerb um die Briefmarken der jungen Weimarer Republik und bei einer Veröffentlichung über das für Deutschland neue Genre des politischen Plakates. Sachs war eindeutig die bestimmende Persönlichkeit des Vereins, Berlin seine beherrschende Zentrale. Aus dieser nicht allseits akzeptierten Struktur ergaben sich jedoch Spannungen, die nach verschiedenen vereinsinternen Auseinandersetzungen am 21. April 1922 zur endgültigen Auflösung führten. Unabhängig von diesen Vorgängen war schon seit etwa 1920 immer deutlicher geworden, dass der Sammler- und Liebhaberverein den wachsenden Ansprüchen interessierter Berufsgruppen – vor allem der Gebrauchsgrafiker – an eine Standesvertretung nicht entsprechen konnte, zu einer grundlegenden Umwandlung aber auch nicht in der Lage war.

## Pflege der Sammlung
Sachs hatte die vielfältigen Kontakte aus Verein und Zeitschrift intensiv zur Vergrößerung seiner Sammlung nutzen können. Bis etwa 1910 waren die wichtigsten Beispiele der internationalen Plakatentwicklung seit Ende des Historismus darin vertreten, auch nach 1918 gelangten noch internationale Blätter in seine Kollektion. Danach kamen fast ausschließlich deutsche Plakate hinzu. Eduard Fuchs konnte 1921 auf Sachs’ Sammlung politischer und dezidiert antisemitischer Plakate aus dem hermetisch abgeschlossenen Horthy-Ungarn zugreifen.
Die Auflösung des „Vereins der Plakatfreunde“ war für Sachs eine schmerzliche Erfahrung. Seine Sammlung brachte er auf dem Dachboden seines Hauses unter und sah sie drei Jahre lang nicht mehr an. Er ging jetzt verstärkt seinem Beruf als Zahnarzt nach; 1925/26 war er als Beisitzer der staatlichen Filmprüfstelle tätig. Die Zeitschrift „Gebrauchsgraphik“, die 1924 erstmals erschien, würdigte in der Einführung zum ersten Heft seine Verdienste. In diesem Text hieß es: „Herr Dr. Sachs […] hat das Verdienst, den Boden für unsere Arbeit bereitet zu haben und das Verständnis für künstlerische Werbemittel in Deutschland erweckt und gefördert zu haben. Ihm gebührt der bleibende Dank aller Fachgenossen.“
Ein Brand auf dem Dachboden seines Hauses, der allerdings kaum Schäden an der Sammlung verursachte, veranlasste Sachs, sich wieder intensiver mit seinen Plakaten zu beschäftigen. Schwerpunkt war nun nicht mehr das Sammeln, sondern die Präsentation der Bestände. Der namhafte Architekt Oskar Kaufmann entwarf einen Anbau, in dem Sachs sein „Museum der Gebrauchsgraphik“ einrichten wollte. Die Arbeiten waren 1926 abgeschlossen, die Sammlung nun vorbildlich untergebracht und durch eine detaillierte Kartei erschlossen. Sachs nannte zu diesem Zeitpunkt die Anzahl von 12.300 Plakaten (neben 18.000 kleineren gebrauchsgrafischen Arbeiten). In den folgenden 12 Jahren kamen nur 200 Blätter hinzu, die Sammlung erfasste also die Entwicklung des Plakatwesens bis etwa zur Mitte der 1920er Jahre; die Bauhaus-Plakate waren nicht mehr vertreten.

## Vertreibung und Exil
Sachs hatte nach seiner Approbation in einer Privatpraxis am Kurfürstendamm praktiziert und Vorträge über Parodontalerkrankungen gehalten. 1933 hatte Sachs den Preis der Deutschen Gesellschaft für Zahn-, Mund- und Kieferheilkunde erhalten. Er hatte eine umfangreiche Zahnstochersammlung, die später nach Köln in den Besitz des Forschungsinstituts für Geschichte der Zahnheilkunde gelangte, zusammengetragen.
In der Zeit der nationalsozialistischen Gewaltherrschaft geriet auch Sachs als Jude zunehmend in Schwierigkeiten, obwohl er keine engen Bindungen zur jüdischen Gemeinde hatte. In einem privaten Brief schrieb er 1965 zur Frage seiner jüdischen Herkunft, er müsse: „mit einem Gefuehl gewisser Verlegenheit sagen, dass solche Beziehungen in meiner und meiner Frau Familie seit 5 Generationen nicht mehr bestanden haben“, es bestünde da „keinerlei Beziehung ausser grosser Achtung für jede Aeusserung religioesen Glaubens bei anderen“.
Bis 1935 praktizierte er noch in Berlin, erlebte 1937 eine Befragung durch die Gestapo und eine Hausdurchsuchung und wurde in der „Reichspogromnacht“ vom 9. November 1938 verhaftet und für rund 20 Tage im KZ Sachsenhausen festgehalten. Unmittelbar danach emigrierte er mit seiner zweiten Frau Felicia und dem einjährigen Sohn Peter über London nach New York. Als Zahnarzt durfte er dort ohne Abschluss einer US-amerikanischen Universität nicht praktizieren. Auch eine Intervention Albert Einsteins vermochte nichts daran zu ändern (Sachs war in Berlin der Zahnarzt der Familie Einstein). Zwischen 1939 und 1941 – nun schon sechzig Jahre alt – absolvierte er ein Nachstudium und legte in Boston an der Harvard Dental School und in New York die notwendigen Prüfungen ab, erhielt 1941 die zahnärztliche Approbation und übte anschließend eine Praxistätigkeit in New York aus. 1962 beendete er seine berufliche Tätigkeit.
Kurz vor seiner Flucht aus Deutschland hatte Sachs seine Sammlung an den nicht-jüdischen Bankier Richard Lenz übertragen, in der Hoffnung, sie so vor dem Zugriff der Behörden bewahren zu können. Das NS-Propagandaministerium beschlagnahmte jedoch die Kollektion, bevor sie in die Hände von Lenz gelangte. Da Sachs überzeugt war, dass die Sammlung in den Wirren des Zweiten Weltkrieges und der Nachkriegszeit in Deutschland verloren gegangen war, beantragte er Wiedergutmachung nach dem damals geltenden Rückerstattungsrecht. Im März 1961 erhielt er von der Bundesrepublik Deutschland eine Entschädigung von 225.000 DM, die von mehreren Gutachtern empfohlen worden war und von Sachs als „äußerst ansehnlich“ akzeptiert wurde. 1966 erfuhr er, dass wichtige Teile der Sammlung erhalten geblieben waren, sich im Berliner Zeughaus Unter den Linden, dem damaligen Museum für Deutsche Geschichte der DDR befanden und dort auch fachlich betreut würden. Sachs bot brieflich an, mit seiner Sachkenntnis behilflich zu sein, und betonte, dass er keine weiteren materiellen Interessen habe, dass ihm aber daran gelegen sei, die Sammlung öffentlich zugänglich zu wissen. Er schlug auch vor, sich mit dem zuständigen Sachbearbeiter des Museums in Bad Nauheim zu treffen. In einem amtlichen Antwortschreiben aus der DDR vom 7. Juli 1966 wurde dies abgelehnt, „weil die westdeutsche Regierung durch ihre aggressive, die Bürger insbesondere unserer Republik diskriminierende Gesetzgebung nahezu jede normale und freizügige Arbeit unserer Wissenschaftler in Westdeutschland unmöglich macht.“  Zu Arbeitskontakten mit dem Museum kam es nicht. Sachs starb 1974, ohne seine Plakate noch einmal gesehen zu haben.

## Streit und Rückgabe
Rund 30 Jahre später verlangte Peter Sachs, der Sohn des Sammlers, wohnhaft in Florida/USA, die Rückgabe der Sammlung. Er bot an, die Entschädigung von 1961 zum heutigen Wert von etwa 600.000 € zurückzuzahlen. Von den 8000 Plakaten, die nach Kriegsende wieder zum Vorschein gekommen waren, sind im Deutschen Historischen Museum noch etwa 4200 vorhanden, die übrigen sind auf ungeklärte Weise verschwunden. Der Wert der erhaltenen Bestände wird auf 4,5 Millionen € geschätzt. Da keine Einigung zu erzielen war, wurde die „Beratende Kommission für die Rückgabe NS-verfolgungsbedingt entzogener Kulturgüter“ unter Leitung der früheren Verfassungsrichterin Jutta Limbach angerufen. Im Januar 2007 gab sie die Empfehlung ab, die Sammlung im Deutschen Historischen Museum zu belassen. Zur Begründung verwies sie auf die frühere Entschädigung und auf die deutlichen Erklärungen von Hans Sachs zur Sache. Das Museum sollte verpflichtet werden, die Sammlung angemessen zu präsentieren und die Leistung von Sachs dabei deutlich zu machen.
Der Streit war damit nicht beigelegt. Peter Sachs strengte vor dem Landgericht Berlin einen zivilrechtlichen Musterprozess an. Im Februar 2009 urteilte das Gericht abweichend vom Votum der Beratenden Kommission. Es sprach Peter Sachs nicht nur das streitgegenständliche Plakat Die Dogge zu, das aus Kostengründen konkreter Prozessgegenstand war, sondern das Eigentumsrecht an der ganzen Sammlung seines Vaters. Dieses Urteil – falls es rechtskräftig würde – könnte nach Ansicht von Juristen weitreichende Folgen für viele vergleichbare Fälle von Restitutionsbegehren haben. Die bisherige Praxis im Umgang mit NS-Raubkunst wäre ebenso in Frage gestellt wie die Beratende Kommission, die von der Bundesregierung installiert worden war, um Streitfälle zu schlichten. Am 6. März 2009 ließ denn auch Kulturstaatsminister Bernd Neumann erklären, die Bundesrepublik werde wegen der grundsätzlichen Bedeutung des Urteils das Rechtsmittel der Berufung einlegen. In nächster Instanz entschied das Berliner Kammergericht, dass die Ansprüche von Peter Sachs verwirkt seien und die noch vorhandenen Plakate im DHM verbleiben könnten. Im Juli 2011 hat der Bundesgerichtshof gegen dieses Urteil Revision zugelassen.
Am 16. März 2012 urteilte der Bundesgerichtshof, die Familie Sachs sei trotz einer zwischenzeitlich gezahlten Entschädigung weiterhin rechtmäßiger Eigentümer der gesamten Sammlung. Das Deutsche Historische Museum kündigte im März 2012 an, mit Peter Sachs über die Modalitäten der Rückgabe des dortigen Teils der Sammlung zu verhandeln. Die Rückgabe erfolgte noch im Oktober 2012. Peter Sachs beabsichtigt, die rund 4300 verbliebenen Stücke in drei Teilen versteigern zu lassen. Im Januar 2013 wurde ein erster Teil der Sammlung – 1200 Poster – in New York versteigert und brachte rund 2,5 Millionen Dollar ein. Das DHM erwarb in der Auktion 31 Stücke für 50.000 Euro. Weitere 100 Poster wurden 2016 bei Christie’s in London versteigert.

## Ehrungen
- 1933 Deutscher Miller-Preis des  Central-Vereins Deutscher Zahnärzte (CVdZ), Vorgängerorganisation der Deutschen Gesellschaft für Zahn-, Mund- und Kieferheilkunde

## Schriften (Auswahl)
- Bedeutet der Aufschwung Berlins in der Plakatkunst den gleichzeitigen Rückgang Münchens auf diesem Gebiet? In: Archiv für Buchgewerbe, Bd. 44 (1907), Nr. 3, S. 7–98.
- Neuzeitliche Gelegenheitsdrucksachen. In: Archiv für Buchgewerbe. Bd. 44 (1907), Nr. 6, S. 218–223.
- Der Zahnstocher und seine Geschichte. Meusser, Berlin 1913 (Kulturgeschichte der Zahnheilkunde in Einzeldarstellungen; 1) (Nachdruck 1966).
- Otto Baumberger. In: Das Plakat. Bd. 8 (1917), Heft 4, S. 185–195 (Digitalisat).
- Anleiheplakate der kriegführenden Länder. In: Mitteilungen. Verband Deutscher Kriegssammlungen (1919), Heft 1, S. 22; Bildseiten 1–15 (Digitalisat).
- Die Kriegsplakatsammlung. In: Mitteilungen. Verband deutscher Kriegssammlungen (1919), Heft 2, S. 52–54 (Digitalisat).
- Soldatenwerbung durch Bildplakate. In: Mitteilungen Verband deutscher Kriegssammlungen (1919); Nr. 4, S. 115–127 (Digitalisat).
- Schriften über Reklamekunst. Verlag Das Plakat, Berlin-Charlottenburg 1920 (Handbücher der Reklamekunst, Bd. 3).
- Aus der Geschichte der Zahnheilkunde. Drei Generationen Sachs, o. O. 1966 (= Zahnärztliche Mitteilungen, Sonderdruck, Heft 2/3/4 1966)